# Langney Wanderers FC
Langney Wanderers FC is een Engelse voetbalclub, die in 2010 opgericht is en afkomstig is uit Eastbourne. De club speelt anno 2020 Southern Combination.

## Lijst met trainers
- 2010-2013 = ?
- 2013-? = Dave Shearing
- ?-2016 = Kenny McCreadie
- 2016-2018 = Andy Goodchild
- 2018-2019 = Kenny McCreadie
- 2019-2020 = Simon Colbran
- 2020 = Alex Walsh
- 2020-heden = Simon Colbran

## Erelijst
Southern Combination
- Division Three (kampioen) : 2013-2014
- Division One Cup : 2016-2017

East Sussex League
- Premier Division (kampioen) : 2012-2013